# リサ・チョン
リサ・チョン（荘思明、Lisa Ch'ng、1987年2月15日-）は、香港生まれのモデル、映画女優。身長172cm。体重52kg。血液型はO型。香港理工大学在学中。マレーシア国籍。
明輝發展（現：中國光大控股）の設立者である荘宝の三女で、同じくモデルをしているジャクリーン・チョンは実姉、モナ・チョンは双子の姉である。
2010年香港小姐(ミス香港)において、決勝まで残った。

## 出演作品

### 映画
- 初戀嗱喳面(2001年)
- 雙子神偷(2007年)